# 青春 (スキマスイッチの曲)
「青春」（せいしゅん）は、スキマスイッチの26枚目のシングル。

## 解説
- 25thシングル「ミスターカイト/リチェルカ」から約1年10か月ぶりのリリース。
- 初回限定盤2種類・通常盤の3種類同時発売。初回限定盤Aは特典CD、初回限定盤BはDVD付属。封入特典として「スキマスイッチ TOUR 2019-2020 POPMAN’S CARNIVAL vol.2」先行予約応募URL封入。[2]
- iTunes Storeでアルバム単位で購入した場合は、バンドル特典として「メトロノーツ」が付属される。
- 「青春」は配信シングルとして2019年3月28日から先行配信されている。
- 収録曲数の関係上、オリコンチャートにて初回限定盤Aのみアルバムとして取り扱われた。これに伴い、2019年7月15日付けオリコンチャートではシングルチャートとアルバムチャートの両方に登場するという現象が起こった（両チャートの売り上げ枚数を合算すると、同週のシングルチャート8位相当であった）。

## 収録曲
1. 青春  –  (5:22)[1]
  - ジョンソン・エンド・ジョンソンアキュビュー2019キャンペーンソング[3]
  - MVには清原翔と春川芽生が出演している。[4]
  - 第61回日本レコード大賞の審査委員会において編曲賞を受賞（大橋、常田それぞれの個人名義で受賞）[5]。
  - イントロのフレーズは大橋のアイデア。常田は当初「ダサイ」と感じ受け付けなかったが、聴いているうちに気に入ってしまい、最終的には他のパートにも組み込むこととなった[6]。
2. 東京  –  (4:07)[1]
  - テレビ東京「東京交差点」オープニングテーマ[7]
  - タイアップの依頼を受けての書き下ろし楽曲。2週間という短納期の中で制作された[8]。
  - 当初「15秒の楽曲」としてオファーを受けていたが、結果として15秒のフレーズをリフレインするフォーク調の楽曲に仕上がった[8]。
  - メロディ・構成は大橋、歌詞は常田のアイデアが元となっている[8]。
  - 楽曲のイメージは吉田拓郎[9]。
  - レコーディングとミックスはアビー・ロード・スタジオのエンジニアであったマット・ミスコが担当している[8]。
  - カヴァーライヴ「THE PLAYLIST」のバンドメンバーでレコーディングされた[8]。
  - ソフトバンクとのコラボ企画として、人型ロボット・Pepperが出演するMVが制作された。[10]
  - 20周年記念のベストアルバム『POPMAN'S WORLD -Second-』のDisc2「TKY selection」に収録されている[11]。
3. 糸  –  (4:18)[1]
  - トヨタホーム「守りたい人篇」CMソング[12]
  - トヨタホーム「考えまくれ／鉄骨篇」CMソング
  - トヨタホーム「考えまくれ／V2H篇」CMソング
  - トヨタホーム「大切篇」CMソング
  - 中島みゆきの楽曲のカバー。
  - カバー曲または自身が作詞・作曲を手掛けていない曲を収録するのはスキマスイッチとして初。

## 演奏
青春
- 大橋卓弥：Vocal, Chorus, Acoustic Guitar
- 常田真太郎：Piano, Other Instruments
- 河村“カースケ”智康：Drums
- 美久月千晴：Bass
- 西川進：Electric Guitar
- 朝倉真司：Percussion
- 弦一徹ストリングス：Strings

東京
- 大橋卓弥：Vocal, Acoustic Guitar
- 常田真太郎：Piano, Other Instruments
- 吉田佳史 (TRICERATOPS)：Drums
- 紺野光広：Bass
- 山本タカシ：Electric Guitar

糸
- 大橋卓弥：Vocal, Acoustic Guitar
- 常田真太郎：Piano, Organ
- 吉田佳史 (TRICERATOPS)：Drums
- 紺野光広：Bass
- 山本タカシ：Electric Guitar

## 初回限定盤A 特典CD収録内容
- スキマスイッチ THE PLAYLIST vol.2” LIVE音源収録[13]

1. 丸ノ内サディスティック～Virtual Insanity（2019.3.28 スキマスイッチ THE PLAYLIST vol.2＠福岡DRUM LOGOS）
  - 椎名林檎の「丸ノ内サディスティック」とジャミロクワイの「Virtual Insanity」のマッシュアップ。
  - ライブ開催都市のFMラジオ局とのコラボ企画にて選曲されたリクエスト楽曲。
2. 君はロックを聴かない（2019.4.2 スキマスイッチ THE PLAYLIST vol.2＠Zepp Namba）
  - あいみょんの楽曲のカバー。
  - ライブ開催都市のFMラジオ局とのコラボ企画にて選曲されたリクエスト楽曲。
3. LA・LA・LA LOVE SONG（2019.4.3 スキマスイッチ THE PLAYLIST vol.2＠Zepp Nagoya）
  - 久保田利伸 with NAOMI CAMPBELLの楽曲のカバー。
4. VIVA LA VIDA（2019.4.16 スキマスイッチ THE PLAYLIST vol.2＠Zepp DiverCity）
  - Coldplayの楽曲のカバー。
5. HANABI（2019.4.25 スキマスイッチ THE PLAYLIST vol.2＠Zepp Sapporo）
  - Mr.Childrenの楽曲のカバー。
  - ライブ開催都市のFMラジオ局とのコラボ企画にて選曲されたリクエスト楽曲。

## 初回限定盤B 特典DVD収録内容
- 青春Video Clip
- 青春Video Clip Making
- 東京Recording Document

## 青春(配信シングル)

### 解説
- 「青春」は、スキマスイッチの配信リリース作品。
- 配信シングルとしては「クリスマスがやってくる」以来3カ月ぶり。

### 収録曲
1. 青春
作詞・作曲：スキマスイッチ
  - ジョンソン・エンド・ジョンソン「アキュビュー はじめてのグループ篇」CMソング
  - ジョンソン・エンド・ジョンソン「アキュビューはじめてのマネージャー篇」CMソング
  - ジョンソン・エンド・ジョンソン「アキュビュー 別格のつけ心地篇」CMソング
  - ジョンソン・エンド・ジョンソン「アキュビュー 裸眼みたいな私　英会話篇」CMソング
  - ジョンソン・エンド・ジョンソン「アキュビュー 裸眼みたいな私　食事会篇」CMソング

## 7inchアナログ盤
- 2019年にリリースした26thシングル「青春」のアナログ盤。
- 自身が立ち上げたアナログ専門レーベル「KU-KAN RECORDS」からの第一弾リリース作品[14]。
- 完全限定盤。
- 33回転仕様。
- 「view/小さな手」、「冬の口笛/弦楽四重奏のための『ドーシタトースター』」、「全力少年/さみしくとも明日を待つ」との同時リリース。
- 2020年2月～9月にリリースされた全25タイトルの「特典引換券」を集めて送ることで7インチ収納BOXがプレゼントされる。

### 収録曲
全作詞・作曲：スキマスイッチ

#### SIDE A
1. 青春

#### SIDE B
1. 東京

## ライブ映像作品
| 曲名 | 発売年 | 作品名                                                          |
| ---- | ------ | --------------------------------------------------------------- |
| 青春 | 2020年 | Augusta Camp 2019 + SHORT FILM『ボクと君』                      |
| 青春 | 2020年 | スキマスイッチ TOUR 2019-2020 POPMAN'S CARNIVAL vol.2 THE MOVIE |
| 青春 | 2021年 | Augusta Camp 2020                                               |
| 青春 | 2021年 | Documentary of “Studio Live”                                    |
| 青春 | 2021年 | スキマスイッチ2021ライブ&ドキュメンタリーfor DELUXE             |
| 青春 | 2022年 | スキマスイッチ “Soundtrack” THE MOVIE                           |
| 青春 | 2023年 | スキマスイッチ TOUR 2022 “café au lait” THE MOVIE               |
| 東京 | 2020年 | スキマスイッチ TOUR 2019-2020 POPMAN'S CARNIVAL vol.2 THE MOVIE |

## 収録アルバム
| 曲名 | 発売年 | 作品名                                                | 分類       |
| ---- | ------ | ----------------------------------------------------- | ---------- |
| 青春 | 2020年 | スキマスイッチ TOUR 2019-2020 POPMAN'S CARNIVAL vol.2 | ライブ     |
| 青春 | 2020年 | スキマノハナタバ 〜Smile Song Selection〜             | コンセプト |
| 青春 | 2021年 | Hot Milk                                              | オリジナル |
| 青春 | 2023年 | スキマスイッチ TOUR 2022 “café au lait”               | ライブ     |
| 青春 | 2023年 | POPMAN'S WORLD -Second-                               | ベスト     |
| 東京 | 2021年 | Hot Milk                                              | オリジナル |
| 東京 | 2023年 | POPMAN'S WORLD -Second-                               | ベスト     |